# Eristalinus aurifer
Eristalinus aurifer là một loài ruồi trong họ Ruồi giả ong (Syrphidae). Loài này được van Doesburg miêu tả khoa học đầu tiên năm. Eristalinus aurifer phân bố ở miền Australasia